# Свободомислеща народна партия
Свободмислеща Народна Партия (Германия) e партия от Германската империя (1871-1918) съществувала от 1893 до 1910 г. Представлявала е идеите на социалния либерализъм.
Създадена като отцеплио се крило на Немската свободомислеща партия (ДФП) като протест на авторитарното ръководство на Лео фон Каприви.